# ニールソン

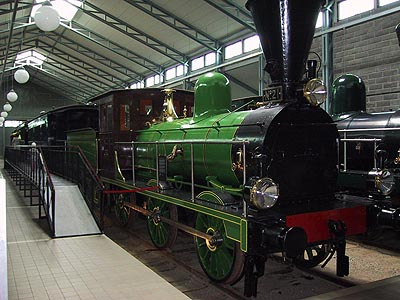
1869年から1920年代頃までフィンランドで使用されていたニールソン製0-6-0機関車、フィンランド鉄道博物館（Finnish Railway Museum）

ニールソン（英: Neilson and Company）は、イギリススコットランドのグラスゴーに所在していた機関車製造メーカーである。日本では「ネルソン」と呼ばれる事も多い。

## 歴史
ニールソンは、ウォルター・ニールソン（Walter Neilson）とジェームス・ミッチェル（James Mitchell）によって、当初は舶用・定置式の蒸気機関を製造するために、マックアルパイン通り（McAlpine street）に1836年に創業した。1837年にハイド・パーク通り（Hyde Park street）に移転してカー・ミッチェル・アンド・ニールソン（Kerr, Mitchell and Neilson）となり、1840年にはカー・ニールソン・アンド・カンパニー（Kerr, Neilson and Company）に、さらに1845年にニールソン・アンド・ミッチェル（Neilson and Mitchell）となった。
機関車の製造は1843年から地域の鉄道会社向けに開始された。1855年に舶用と定置式の蒸気機関の製造は中止され、社名を再びニールソン・アンド・カンパニーと変更した。この中で後に有名になる人物として、ヘンリー・ダブス（Henry Dübs）とパトリック・スターリング（Patrick Stirling）がいる。
この頃、ニールソンでは2軸のタンク機関車と、車軸配置2-4-0（日本国鉄式: 1B）と0-4-2（日本国鉄式: B1）のテンダー機関車を製造していた。これらのいくらかはイギリス国内向けであったが、多くはインドに送られた。
事業の拡張に伴い1861年にスプリングバーン（Springburn）に新工場を建設し、これもまたハイド・パーク工場（Hyde Park Works）と名づけた。1864年、ヘンリー・ダブスが自分自身で事業を起こしてダブス社を立ち上げ、クイーンズ・パーク工場（Queens Park Works）を建設して多くのスタッフを引き抜いていった。しかし、ジェームス・レイド（James Reid）は再びニールソンへ戻ってきて働いた。1870年代を通じてかなりの数の車軸配置0-4-4（日本国鉄式: B2）のタンク機関車が、ロンドン・チャタム・アンド・ドーバー鉄道（London, Chatham and Dover Railway）、ミッドランド鉄道（Midland Railway）、グレート・イースタン鉄道（Great Eastern Railway）向けに製造された。他にも多くの形式が国内・海外向けに製造され、例えばインド向けに50両の車軸配置0-4-2（日本国鉄式: B1）の機関車が製造されている。ニールソン初の4軸機関車もまたインド向けで1872年に製造されている。
1879年、イギリスの鉄道で最初の車軸配置2-6-0（日本国鉄式: 1C）の機関車が、グレート・イースタン鉄道のウィリアム・アダムス（William Adams）向けに製造された。このうちの1両がモーガル（Mogul）と命名され、この車軸配置の機関車全体の名前となった（ただしこの名前はアメリカでは10年も前に使われている）。
南アフリカや南アメリカ向けの機関車の発注はその後も続いた。1884年にはウォルター・ニールソンが新しいクライド工場（Clyde Locomotive Works）を設立するために会社を離れて、レイドが単独で会社の所有者となったが、会社名をニールソン・レイド・アンド・カンパニー（Neilson, Reid and Company）へと変更したのは1898年のことであった。
しかしながら、この頃にはアメリカとの厳しい競争により小さな会社は存続が難しくなってきていた。会社の合併が必要となり、1903年にニールソン・レイド社はダブス社、シャープ・スチュアート社と合併して、アメリカを除けば世界最大の機関車製造会社であるノース・ブリティッシュ・ロコモティブとなった。

## 保存されているニールソン製機関車
ニュージーランドで何両かのニールソン機が保存されている。
- フェリーミード鉄道（Ferrymead Railway） — "Peveril" No.1692（1872年製）（F13）
- ヘレンズビル駅（Helensville Railway Station） — No.2563（1880年製）（D170）
- カイタイア・タウンシップ（Kaitaia Township） — No.2565（1880年製）（D221）
- オーシャン・ビーチ鉄道（Ocean Beach Railway） — No.2564（1880年製）（D6）
- プレザント・ポイント鉄道（Pleasant Point Railway） — No.2306（1878年製）（D16）
- シルバースティーム鉄道（Silversteam Railway） — No.1847（1874年製）（D143）
- プケミロ線（The Pukemiro Line） — No.3751（1888年製）（F217）

## フィクション
ウィルバート・オードリー作の汽車のえほんではニールソン製の機関車をベースにしたキャラクターが登場する。ニール（Neil）は作中のソドー・アンド・メインランド鉄道（Sodor & Mainland Railway）で1853年から1901年まで稼動していたボックス・タンク機関車という設定になっている。
また、そのテレビシリーズ作品 きかんしゃトーマスには、サムソン（Samson）というニールに容姿がよく似た機関車が登場しており、彼もまたニールソン製の機関車である。